# النوبي (الرضمة)

تعديل مصدري - تعديل

النوبي محلة تابعة لقرية بيت القهبري، التابعة لعزلة كحلان بمديرية الرضمة إحدى مديريات محافظة إب في الجمهورية اليمنية.، بلغ تعداد سكانها 79 حسب تعداد اليمن لعام 2004.